# Asia League Ice Hockey
Die Asia League Ice Hockey ist eine professionelle ostasiatische Eishockeyliga, in der Teams aus Japan und Südkorea sowie ehemals China und Russland antreten. Die im Jahre 2003 gegründete Liga gilt heute als die stärkste Eishockeyliga Asiens.

## Geschichte

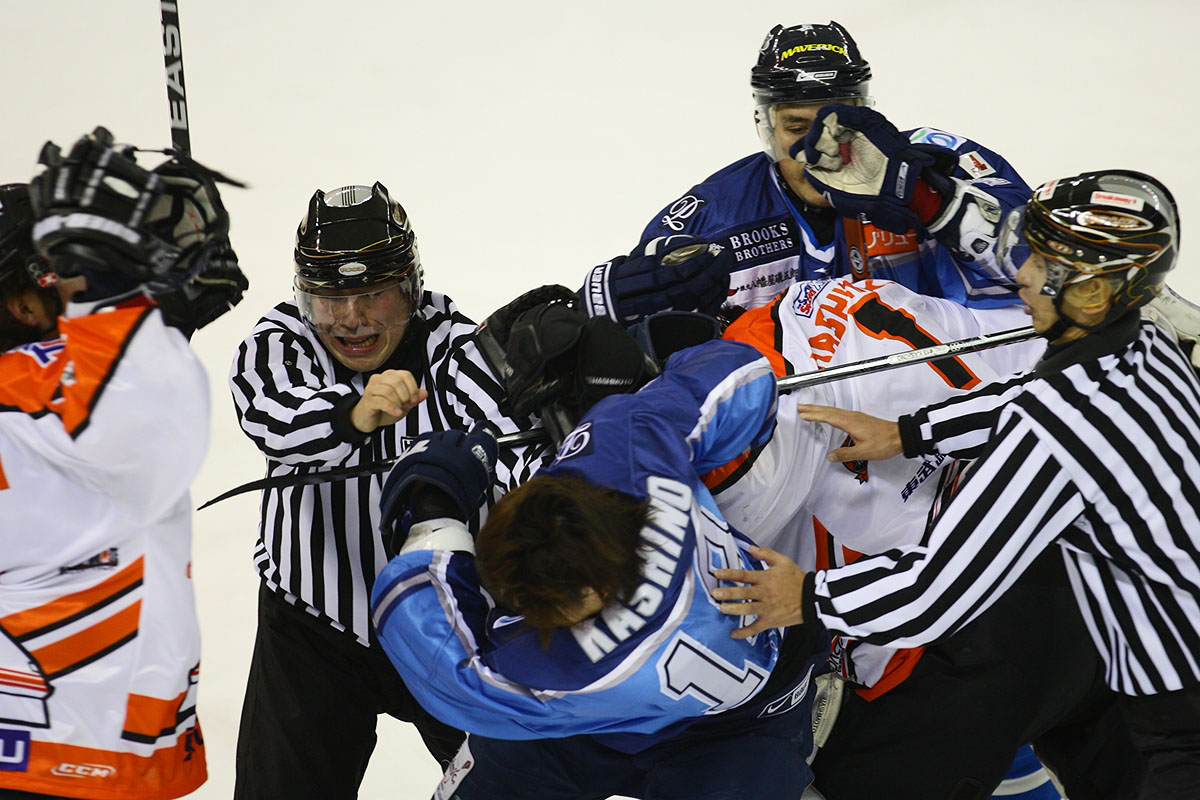
Ligaspiel, Januar 2009

Die Liga setzte sich anfangs aus den vier verbleibenden Teams der aufgelösten Japan Ice Hockey League sowie den Anyang Halla aus Südkorea zusammen, die eine halbe Saison, bestehend aus 16 Spielen, weiterhin unter dem Japan Ice Hockey League, absolvierten.
Aufgrund des Erfolges wurden schon in der folgenden Saison mit den zwei chinesischen Teams Qiqihar Ice Hockey und Harbin Ice Hockey sowie Golden Amur, einem Team, das in Chabarowsk, Russland spielte, drei weitere nicht-japanische Franchises in die Liga aufgenommen, was zur Folge hatte, dass der Name in Asia League Ice Hockey geändert wurde. Obwohl Golden Amur die Saison 2004/05 als Dritter beenden konnte, musste sich das Team aufgrund finanzieller Probleme dennoch nach nur einer Spielzeit aus dem Ligabetrieb zurückziehen.
Vor der Saison 2005/06 wurden mit Kangwon Land aus Südkorea und den Nordic Vikings aus Peking zwei neue Teams aufgenommen, sodass sich die ALIH nun aus neun Mannschaften zusammensetzte. Die Vikings bestanden dabei überwiegend aus jungen Skandinaviern, die in der neuen Liga Erfahrung sammeln sollten.
Zur Saison 2006/07 zogen die Franchises aus Qiqihar und Harbin nach Changchun bzw. Peking um, wo sie jeweils unter neuem Namen antraten. Die Nordic Vikings verließen die Liga nach nur einem Jahr wieder, der Titelverteidiger Kokudo Ice Hockey Team änderte zudem seinen Namen in Seibu Prince Rabbits. Am 23. September 2006 startete die Liga in ihre dritte offizielle Spielzeit als ALIH, die Play-offs begannen am 17. Februar 2007. Play-off-Meister wurden zum ersten Mal die Nippon Paper Cranes, die sich im Finale mit 3-1 Spielen gegen die Prince Rabbits durchsetzten.
In der Saison 2008/09 schaffte es mit Anyang Halla erstmals eine Mannschaft außerhalb Japans die reguläre Saison für sich zu entscheiden. In den Play-offs verloren sie dann allerdings bereits im Halbfinale gegen den späteren Meister Nippon Paper Cranes. In der folgenden Saison konnten die Südkoreaner erneut die reguläre Saison gewinnen und setzten sich dieses Mal im Finale gegen Nippon Paper Cranes durch und wurden der erste südkoreanische Meister der ALIH. Auch in der folgenden Saison 2010/11 konnte die Mannschaft das Finale erreichen. Die Finalserie gegen die Tōhoku Free Blades wurde aber aufgrund der Zerstörungen durch das Tōhoku-Erdbeben 2011 im März 2011 abgesagt und beide Mannschaften zum gemeinsamen Meister ernannt. Seit 2014 nahm mit dem HK Sachalin auch wieder eine russische Mannschaft an der Liga teil. Seit sich China Dragon 2017 aus der Liga zurückzog, ist hingegen kein chinesisches Team mehr dabei. Nachdem die Liga von 2020 bis 2022 wegen der COVID-19-Pandemie aussetzen musste, wurde der Spielbetrieb zur Saison 2022/23 wieder aufgenommen. Nachdem sich der zweifache Meister HK Sachalin und zwei der drei koreanischen Teams zurückgezogen hatten, verblieben neben Rekordmeister Anyang Halla lediglich fünf japanische Teams beim Liganeustart.

## Modus
In der Saison 2023/24 nehmen fünf Franchises am Ligabetrieb teil.

### Teams 2023/24
| Land      | Team                | Stadt     | Spielzeiten | früherer Name                   |
| --------- | ------------------- | --------- | ----------- | ------------------------------- |
| Korea Sud | Anyang Halla        | Anyang    | seit 2003   |                                 |
| Japan     | Yokohama Grits      | Yokohama  | seit 2022   |                                 |
| Japan     | Nikkō IceBucks      | Nikkō     | seit 2003   | Nikkō Kōbe IceBucks (2005–2007) |
| Japan     | Red Eagles Hokkaidō | Tomakomai | seit 2003   | Ōji Eagles (bis 2020)           |
| Japan     | Tōhoku Free Blades  | Hachinohe | seit 2009   |                                 |

### Ehemalige Teams
| Land                | Team                                        | Stadt              | Spielzeiten |
| ------------------- | ------------------------------------------- | ------------------ | ----------- |
| Russland            | Golden Amur                                 | Chabarowsk         | 2004/05     |
| China Volksrepublik | Nordic Vikings                              | Peking             | 2005/06     |
| China Volksrepublik | Changchun Fuao                              | Changchun          | 2006/07     |
| China Volksrepublik | China Dragon                                | Shanghai           | 2007–2017   |
| Korea Sud           | Daemyung Killer Whales                      | Incheon            | 2016–2020   |
| Korea Sud           | Daemyung Sangmu                             | Seoul              | 2013–2016   |
| China Volksrepublik | Hosa                                        | Peking             | 2006/07     |
| Japan               | Kokudo Ice Hockey Club/Seibu Prince Rabbits | Tokio              | 2003–2009   |
| Korea Sud           | Kangwon Land/High1                          | Chuncheon          | 2005–2019   |
| Japan               | Nippon Paper Cranes                         | Kushiro-shi        | 2003–2019   |
| Russland            | HK Sachalin                                 | Juschno-Sachalinsk | 2014–2020   |
| Japan               | East Hokkaidō Cranes                        | Kushiro-shi        | 2019–2023   |

## Bisherige Spielzeiten
Rekordmeister der ALIH ist Anyang Halla, die insgesamt siebenmal Meister wurden.

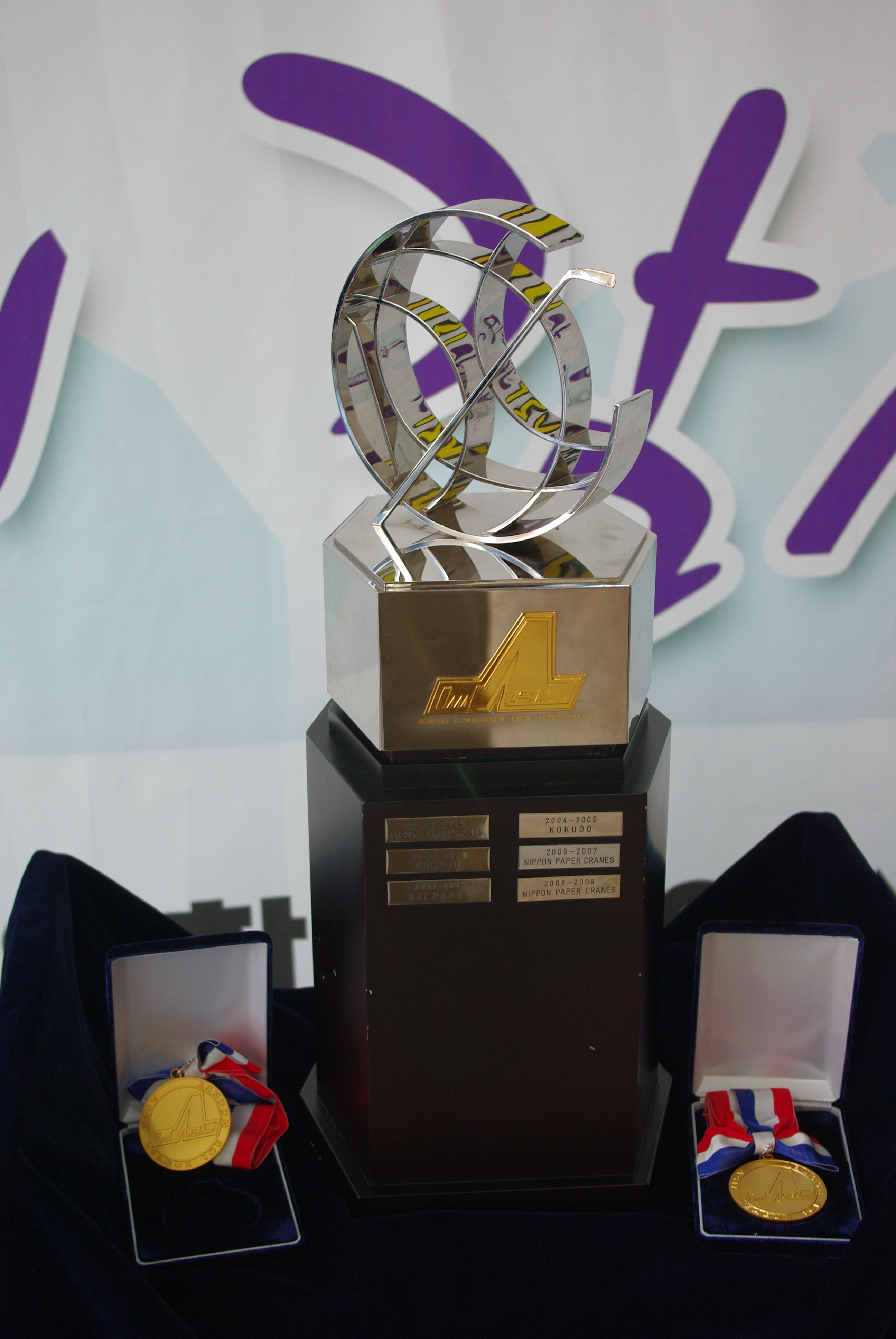
Die Trophäen der Asia League Ice Hockey

| Saison    | Meister                         | Finalgegner              | Reguläre Saison        |
| --------- | ------------------------------- | ------------------------ | ---------------------- |
| 2003/04   | Nippon Paper Cranes 1           | Kokudo Ice Hockey Team 1 | –                      |
| 2004/05   | Kokudo Ice Hockey Club          | Nippon Paper Cranes      | Nippon Paper Cranes    |
| 2005/06   | Kokudo Ice Hockey Club          | Nippon Paper Cranes      | Nippon Paper Cranes    |
| 2006/07   | Nippon Paper Cranes             | Seibu Prince Rabbits     | Nippon Paper Cranes    |
| 2007/08   | Ōji Eagles                      | Nippon Paper Cranes      | Seibu Prince Rabbits   |
| 2008/09   | Nippon Paper Cranes             | Seibu Prince Rabbits     | Anyang Halla           |
| 2009/10   | Anyang Halla                    | Nippon Paper Cranes      | Anyang Halla           |
| 2010/11 2 | Anyang Halla Tōhoku Free Blades |                          | Ōji Eagles             |
| 2011/12   | Ōji Eagles                      | Nikkō Ice Bucks          | Ōji Eagles             |
| 2012/13   | Tōhoku Free Blades              | Ōji Eagles               | Ōji Eagles             |
| 2013/14   | Nippon Paper Cranes             | Ōji Eagles               | Ōji Eagles             |
| 2014/15   | Tōhoku Free Blades              | Anyang Halla             | Anyang Halla           |
| 2015/16   | Anyang Halla                    | HK Sachalin              | Anyang Halla           |
| 2016/17   | Anyang Halla                    | HK Sachalin              | Anyang Halla           |
| 2017/18   | Anyang Halla                    | Ōji Eagles               | HK Sachalin            |
| 2018/19   | HK Sachalin                     | Nippon Paper Cranes      | Daemyung Killer Whales |
| 2019/20 3 | HK Sachalin Anyang Halla        |                          | HK Sachalin            |
| 2022/23   | Anyang Halla                    | Red Eagles Hokkaidō      | Anyang Halla           |

|                                             | Meister | Vizemeister | Vorrundensieger |
| ------------------------------------------- | ------- | ----------- | --------------- |
| Anyang Halla                                | 7       | 1           | 6               |
| Nippon Paper Cranes                         | 4       | 5           | 3               |
| Tōhoku Free Blades                          | 3       | –           | –               |
| Ōji Eagles/Red Eagles Hokkaidō              | 2       | 4           | 4               |
| Kokudo Ice Hockey Club/Seibu Prince Rabbits | 2       | 3           | 1               |
| HK Sachalin                                 | 2       | 2           | 2               |
| Nikkō Ice Bucks                             | –       | 1           | –               |
| Daemyung Killer Whales                      | –       | –           | 1               |